# Riverside. Christusnovelle

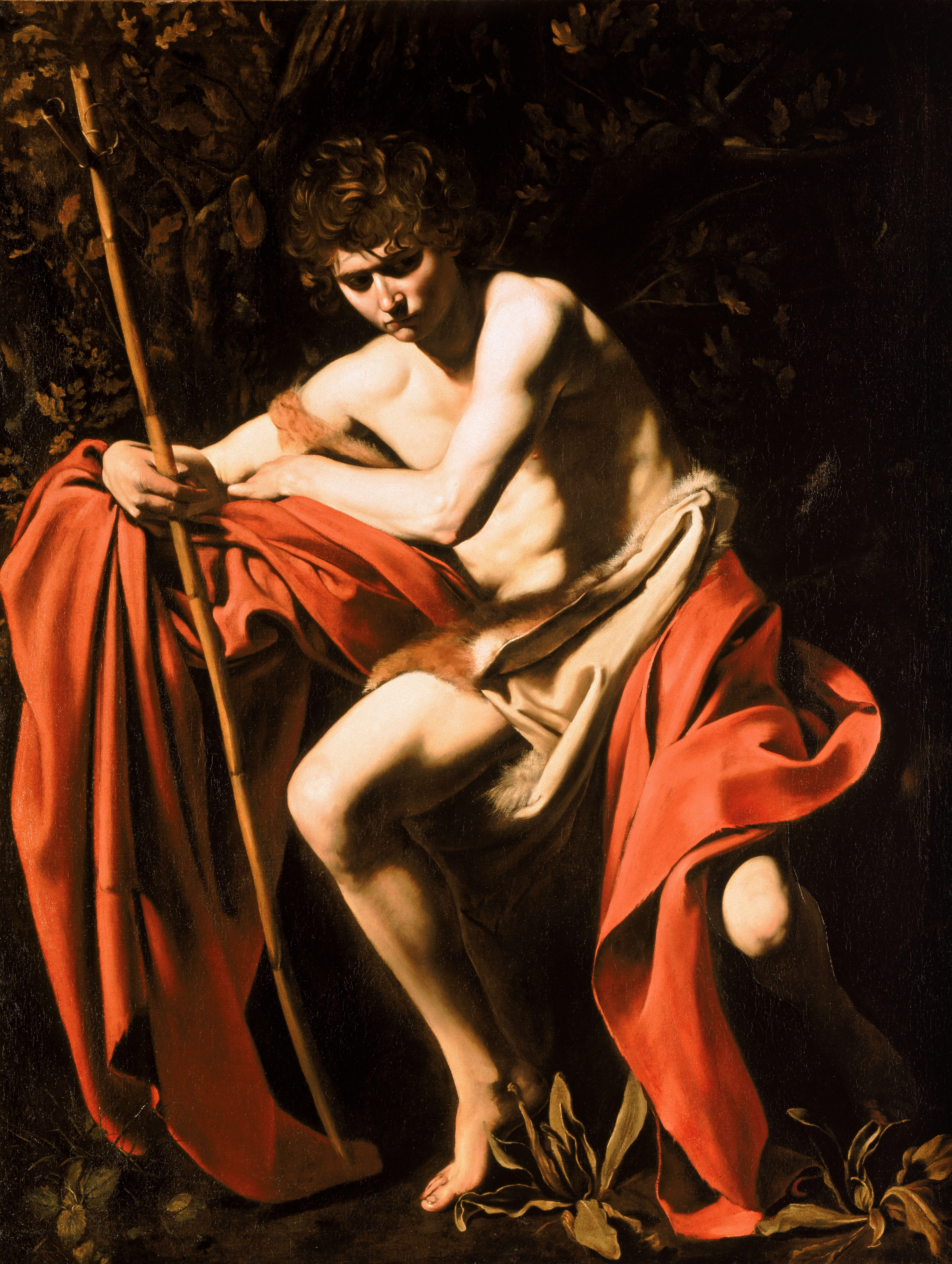
Umschlagbild der Originalausgabe
(Caravaggio, Johannes der Täufer, 1605)

Riverside. Christusnovelle ist das literarische Debüt von Patrick Roth aus dem Jahr 1991 und bildet zusammen mit Johnny Shines oder Die Wiedererweckung der Toten (1993) und Corpus Christi (1996) den ersten Teil der Christus Trilogie (1998).

## Überblick
Im Mittelpunkt der Novelle steht die Begegnung des aussätzigen Einsiedlers Diastasimos mit Jesus in einer Höhle unweit von Bethanien wenige Tage vor der Kreuzigung. Aus dem Rückblick rekonstruiert der alte Weise auf Bitten seiner beiden Besucher, Jesus-Jüngern der zweiten Generation, die Ereignisse seiner Erkrankung und Heilung, mit dem erklärten Ziel, eine „Lehre“ zu erteilen. Neben der eigentlichen Botschaft Jesu steht die Problematik ihrer Überlieferung im Zentrum der Novelle, die den Übergang von mündlicher Erzählung zur schriftlichen Fixierung kritisch reflektiert.

## Inhalt

### Kapitel I

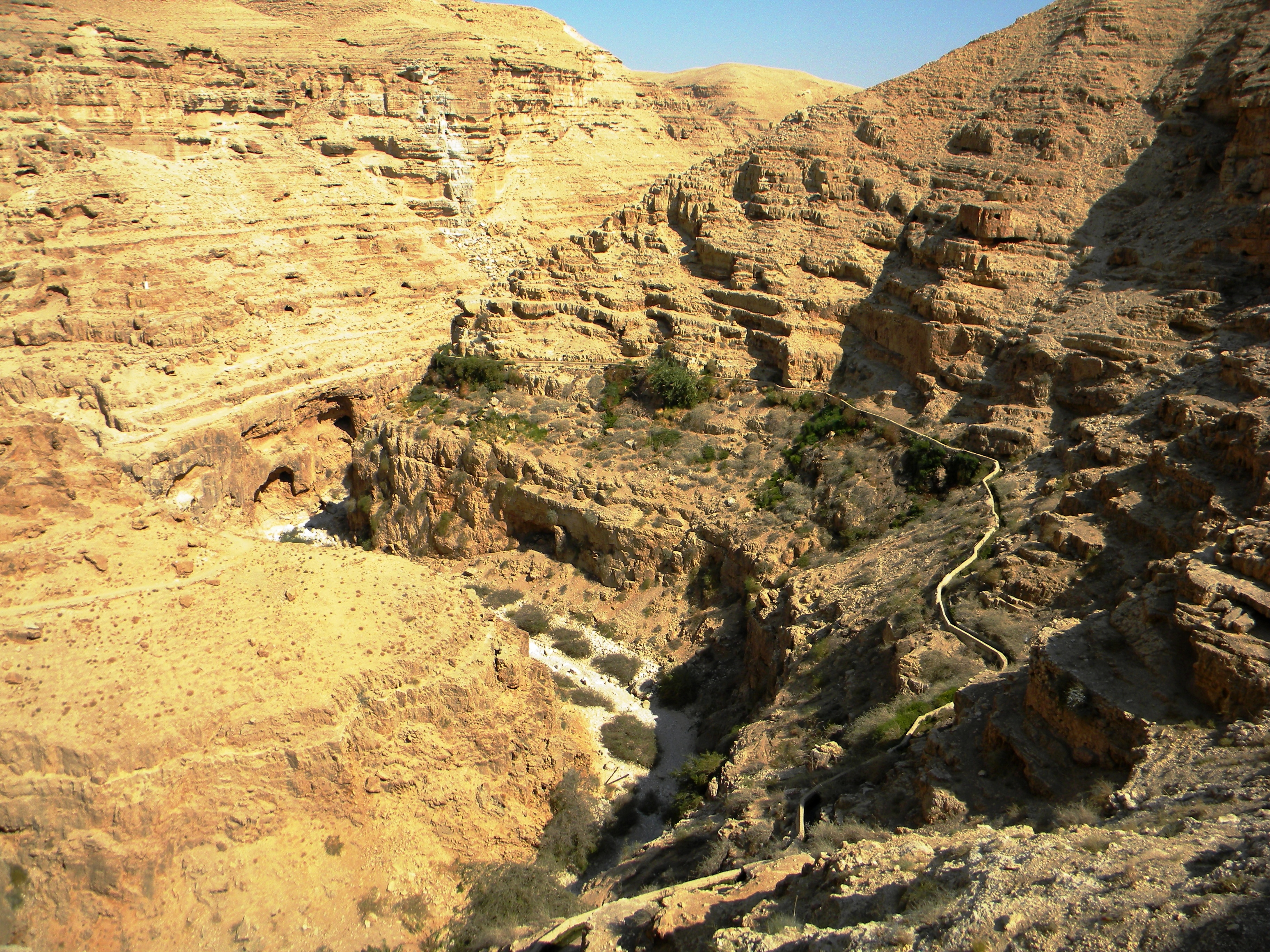
Wadi Kelt, Israel

Ein anonymer Ich-Erzähler stellt den Schauplatz der Handlung vor Augen, eine Höhle in der Judäischen Wüste bei strömendem Regen im Jahr 37 n. Chr. Aus dem Dunkel der Höhle tritt ein alter, in aschenverschmierte Lumpen gekleideter Mann nach vorne, eine Leiter hinter sich her ziehend. Mit ihrer Hilfe schlägt er einen Nagel in die obere Felswand der Höhle, daran ein Männergewand aufzuhängen. Wenig später sitzt Diastasimos am Feuer beim Höhleneingang, als Steinschlag ihn aufspringen lässt. Zwei junge Männer, die Brüder Andreas und Tabeas, erscheinen tropfnass in der Höhle, der Alte aber blickt stoisch in die Flammen und beachtet sie nicht. Mürrisch äußert er, eine innere Stimme habe ihn vor „Schreibern“ gewarnt, die kämen, ihn „aufzuschreiben“.
Diastasimos erklärt seinen Besuchern, Abgesandten des Thomas, dass die Zeit gekommen sei, sein Schweigegelübde zu brechen. Für die beiden Jesusanhänger hat er nur Spott übrig: Sie seien zwar darin geschult, die Stimme ihres „Herrn und Meisters“ zu vernehmen, der sich selbst als „Stimme Gottes“ verstand, und doch begriffen sie nicht, wie „versteckt“ er ihnen sei – erste Anspielung auf das Band einer geheimen Verwandtschaft. Diastasimos will wissen, ob sie im Auftrag Jesu gekommen seien, ihn zu „heilen“. Irritiert entgegen die Jungen, Zeugnisse ihres „Herrn“ sammeln zu wollen für andere, die bekehrt werden sollen. Der Alte betrachtet die Aktionen der Jesus-Nachfolger mit Argwohn; ihre Heilungsversuche seien „Schattenhuschereien“ und die Lehren, die sie aus Jesu Worten ziehen, fragwürdig. Besonderes Unbehagen bereitet ihm die allgemeine Verdammung des Judas, den er, wie er geheimnisvoll erklärt, persönlich kannte.
Gegen das seelenlose Aufschreiben der Jesus-Worte plädiert Diastasimos – gleichsam in der Tradition von Platons Schriftkritik – dafür, Worte auf sich wirken zu lassen, so dass Wissen sich einschreiben kann. Nur das im Eigenen Erfahrene sei es wert, an andere weitergegeben zu werden. An die Stelle von bloßen „Tintenstrichen auf dem Papier“, Angelesenem und Angelerntem, müssten Predigten im „eigen Fleisch und Blut“ treten. Er fordert die beiden Schreiber auf, nicht von anderen zu künden, sondern aus ihrem eigenen Erleben zu sprechen oder lieber gleich zu gehen. Andreas reagiert wütend und wirft dem Alten an den Kopf, Gott habe ihn zu Recht mit Aussatz bestraft.
Ein Streitgespräch über die rechte Vorstellung von Gott entwickelt sich, ein Hauptthema der Novelle. Diastasimos hat den Gott des Alten Testaments nicht ausschließlich als gut und gerecht erfahren. Ihm zufolge ist Gott per se widersprüchlich und besitzt eine dunkle, grausame Seite – nicht umsonst habe er sieben Stämme ausgerottet (Anspielung auf Josua 12,8). Andreas hingegen beharrt darauf, dass Gott nur die straft, die Sünden begangen haben. Sein Argument, Diastasimos sei aufgrund seiner Eitelkeit und Selbstgerechtigkeit mit Aussatz geschlagen worden, macht dieser sich im Folgenden zu eigen, um es in bester sokratischer Manier ins Gegenteil zu verkehren.
Diastasimos berichtet in einer ersten Rückwendung von seiner Entdeckung, mit Aussatz befallen zu sein. Beim morgendlichen Reinigen der Sichel im Brunnen bemerkte er im Spiegel des Wassers entzündete „Stellen“ auf Nacken und Schulterpartie. Innerlich erstarrt habe er nach dem Überkleid gegriffen, die Katastrophe vor Frau und Söhnen zu verhüllen. Tagelang gab er sich der Seelenqual der Gewissenserforschung hin, fand aber nichts, was die schicksalhaft verhängte Krankheit hätte rechtfertigen können. Sie sei ihm wie ein „böser Traum“ erschienen und zugleich wie ein Abbild der durch Regen in Gefahr geratenen Ernte. Dies alles sei kurz vor dem Passah geschehen. Er habe sich (im Jahr 28 n. Chr.) zum Tempel nach Jerusalem aufgemacht, Gott um Gnade und Reinigung zu bitten.

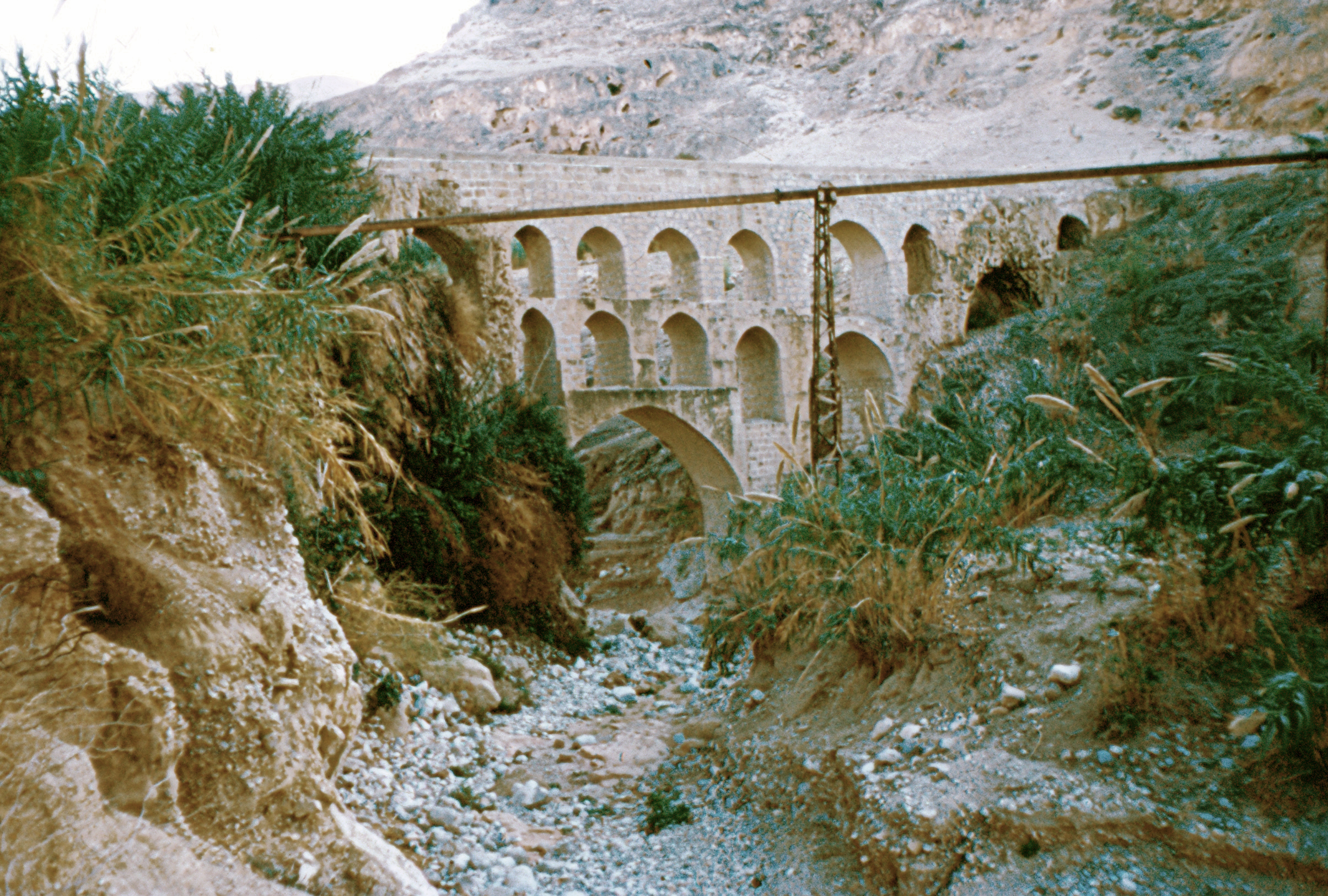
Aquädukt aus der Römerzeit bei Jericho

Die zweite Rückwendung, die die Ereignisse im Tempel umfasst, lehnt sich an die bei Flavius Josephus in der Geschichte des jüdischen Krieges überlieferte Tempel-Revolte 28 n. Chr. an. Der Aufstand der Juden gegen die römischen Besatzer entzündete sich am Bau einer Wasserleitung, die Pontius Pilatus aus dem Jerusalemer Tempelschatz zu finanzieren beabsichtigte. Die Erregung der Menge im Vorhof des Tempels erlebt Diastasimos als Naturgewalt – wie von einem aufgepeitschten Meer wird er mitgerissen. Die Menschenwelle wirft ihn auf einen fremden, finsteren Mann, in dessen Gesicht dieselbe Angst steht wie in seinem eigenen. Als der Aufstand losbricht, entpuppt der Mann sich als jüdisch verkleideter römischer Soldat, von Pilatus gedungen, ein Blutbad unter den Juden anzurichten. Im allgemeinen Tumult sei er unter das Schwert des dunklen Römers geraten. Nachdem dieser ihm mit der Geißel das Kleid aufgerissen und den Aussatz auf dem Rücken bemerkte, sei er entsetzt zurückgewichen, um mit verdoppelter Kraft auf ihn, Diastasimos, einzuschlagen. Das herabsausende Schwert habe die aus seinen Händen aufflatternden Opfertauben zerteilt, sein Leben aber verschont. Unerhört und ungeheilt von Gott sei er durchs Huldah-Tor des Tempels zurück in die Welt geschlichen, sich in die Verbannung zu begeben. Diastasimos‘ Zuhörer schweigen bestürzt.

### Kapitel II
Der Disput über das Gottesbild entzündet sich aufs Neue. Andreas meint, Gott habe Diastasimos Gnade erwiesen und verkündet die Lehre von der Wiederkehr des Messias am Jüngsten Tag, an dem alle Verhältnisse sich umkehren. Diastasimos hingegen beharrt auf dem „Hier und Jetzt“: Er versteht sich als Anwalt der Toten des Massakers; wie diese habe Gott auch ihn, der seinen Schutz suchte, vernichten wollen. Wie Hiob hadert er mit Gott. Im Hintergrund der Kontroverse liegt die Problematik der Theodizee: Wie kann Gott gut sein, wenn er sein Geschöpf mit dem Übel der Krankheit schlägt und sein unschuldiges Volk hinschlachten lässt?
Diastasimos fordert seine theologisierenden Besucher auf, lieber zu handeln als klug daher zu reden. Sie sollen ihn „anfassen“, eine körperliche Beziehung zu ihm herstellen, statt sich in Ideale zu flüchten. Die Jungen berichten, dass Diastasimos in Kreisen der Apostel aufgrund seines „beispiellosen Unglaubens“ für unheilbar gehalten werde; selbst Jesus sei machtlos gewesen. Es sei geplant, seine Geschichte als „abschreckendes Beispiel“ einzusetzen, um anderen den „rechten Weg“ zum Glauben zu weisen.
Das Gespräch wendet sich der Hauptsache zu, dem legendären Zusammentreffen von Diastasimos und Jesus, von dem nichts Näheres bekannt ist. Neben Johannes, so Diastasimos, sei auch Judas zugegen gewesen, der verhasste, von allen geächtete Jünger. Es sei wenige Tage vor dem Pessach gewesen, als Jesus von der Passstraße, die ihn von Jericho herführte, ins Hinterland der Berge abgezweigt sei, ihn, den Aussätzigen, aufzusuchen. Es sei ihm damals schon bekannt gewesen, dass Jesus, der erfolgreiche Prediger und Wunderheiler, als potentieller Volksaufhetzer ins Visier der Römer geraten sei.

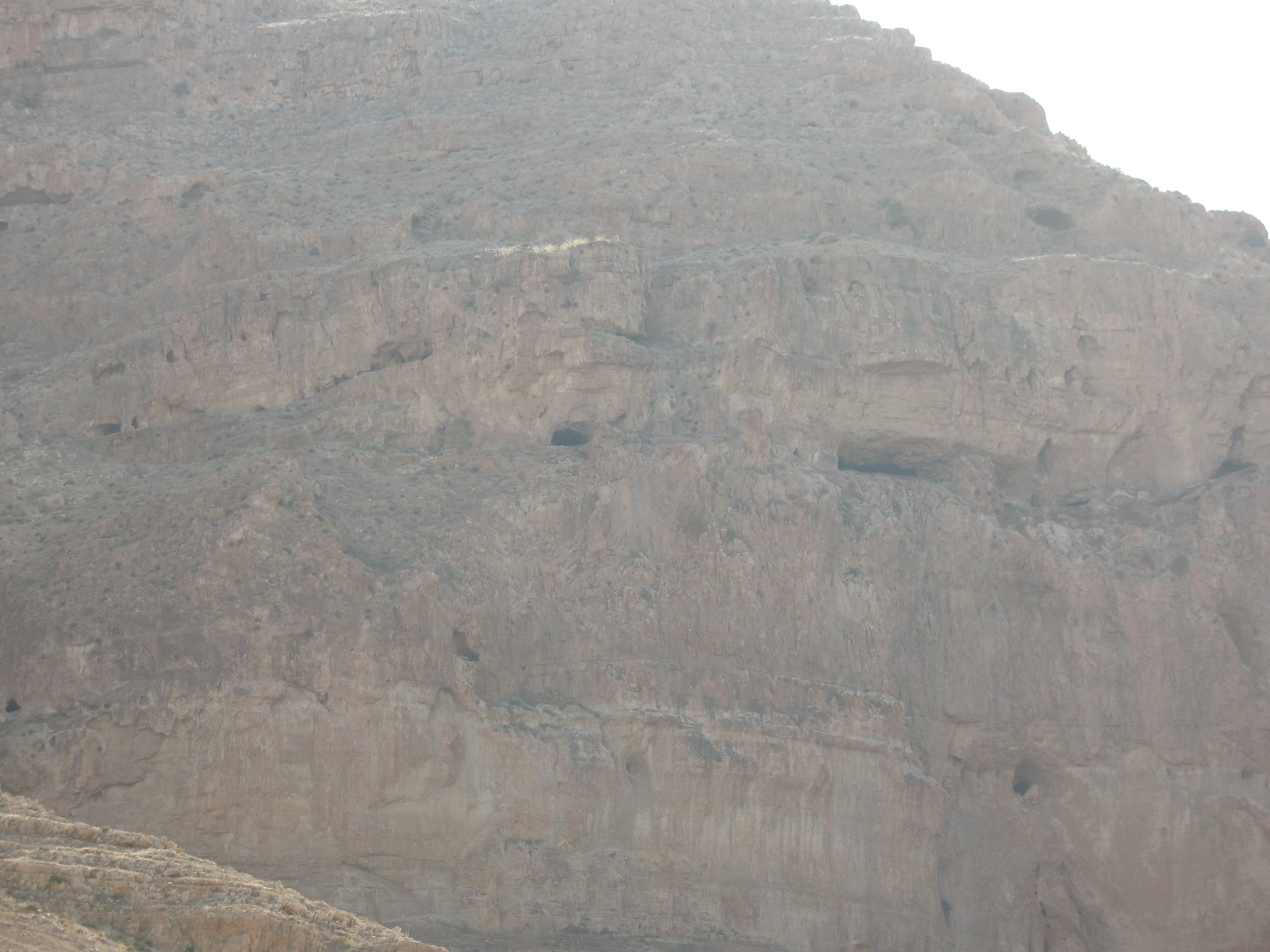
Felsenhöhlen in der Nähe von Jericho

Die dritte Rückwendung setzt mit der Ankunft der drei Männer an Diastasimos‘ Höhle wenige Tage vor der Kreuzigung ein. Diastasimos stellt die Szene wie auf einer Bühne nach. Jesus sei verschwitzt und staubig vom Aufstieg aus der Mitte seiner beiden Begleiter Judas und Johannes auf ihn zugekommen. Er habe nichts gesagt, ihm nur still in die Augen gesehen. Der intensive Blick unter „schwarzsträhnig verklebter Stirn“ sei es gewesen, der ihn, Diastasimos, schlagartig fühlen ließ, dass sein ganzes bisheriges Leben ein Ausweichen und Verirren gewesen war. In diesem Moment des Angeschautwerdens habe er verstanden, „wie alles verloren, wie so sich zerstreuen mußte, verloren jetzt aber und eingeholt, gesät und gestorben, ausgestreut und verdorben sein mußte, um hier zu bestehen, das ist: hier von ihm zu mir zurückgebracht und geordnet zu sein“
Wie ein „Einbruch“ in seinen Körper sei es gewesen, als Jesus ihm an die kranke Schulter griff – als gäbe es keinen Aussatz, keinen Tod. In diesem Moment sei seine Faszination für den Mann, der gekommen war, ihn zu heilen, in Abwehr, Hass und Klage umgeschlagen. Die alte Wunde, von Gott verlassen worden zu sein, entäußert sich im verzweifelten Aufschrei: „Du bist nicht von IHM, denn ER will mich nicht“ / „Wie kann ich dem glauben, der Menschen so zeichnet – und grundlos“. Jesus habe ihm den Rat erteilt, zu demjenigen zu gehen, der ihn, Diastasimos, „gesehen“ habe. Mit diesem, der ihn in seiner Krankheit sah, „teile“ er, nur dieser könne ihn heilen.
Diastasimos versteht nicht, was Jesus ihm sagen will. Dieser spricht nun im Gleichnis und erzählt die Geschichte von den Teilenden, die des Nachts aus ihrer Höhle ins dunkle Land schauen und nichts erkennen, bis ein Blitz die Dunkelheit durchreißt, Himmel und Erde voneinander trennt. Da sehen die „Teilenden“ und sehen doch nicht. Das Licht aber hat die Sehnsucht nach Erkenntnis in ihnen wach werden lassen. Wieder versteht Diastasimos nicht. Er fragt Jesus, warum er zu ihm gekommen sei und dieser fasst seine Botschaft in einem Satz zusammen: „Der mit dir teilt, der ist in dir. Mit ihm teilst du dich.“ Er, Jesus, sei außerhalb von ihm und habe in Jerusalem seine Mission zu erfüllen.
Die Begegnung in der Höhle endet im Schmieden eines Plans. Man will verhindern, dass Jesus auf dem Weg nach Jerusalem von den Römern gefangen gesetzt wird. Diastasimos schlägt vor, Jesus als Knecht verkleidet hinter Judas und Johannes her gehen zu lassen. Er stellt einen schweren Holzbalken zur Verfügung, den er ursprünglich zu einer Schwelle verarbeiten wollte – diesen Balken solle Jesus zu seiner Tarnung als Knecht auf dem Rücken tragen. Der Plan wird angenommen und die Gruppe macht sich auf den Weg in Richtung Bethanien.
Andreas und Tabeas glauben mit dieser Geschichte das erhoffte Jesus-Zeugnis in der Tasche zu haben. Doch die Lösung des Knotens und mit ihm der Sinn der Geschichte steht noch aus. Um die ungeduldigen Schreiber zum Bleiben anzustiften, lockt Diastasimos sie mit Informationen über die Ereignisse, die sich auf dem weiteren Weg Jesu zutrugen. Gerüchteweise soll Johannes später in Bethanien eine Fußwaschung an Judas vorgenommen haben. Wie dieser befremdlich-anstößige Vorfall mit dem in Diastasimos‘ Höhle ausgeheckten Plan der Überwindung der römischen Wache zusammenhängt, ist Inhalt des zweiten Teils seiner Erzählung.

### Kapitel III
Mit einem von Thomas überlieferten Jesus-Wort eröffnet Diastasimos die Fortsetzung seiner Geschichte: „Lasset den, der sucht, nicht aufhören zu suchen: als bis er findet. Und wenn er findet, verstört wird er sein. Wenn aber verstört: tauchts in ihm auf staunend: wird herrschen über All.“ Das Zitat aus dem Thomasevangelium kann als Hinweis auf Diastasimos‘ eigene Methode der Vermittlung von Erkenntnis gelesen werden. Neues Bewusstsein entsteht, wenn alte Überzeugungen und eingefahrene Wahrnehmungsmuster „verwirrt“ werden. Diastasimos eröffnet den beiden, Augenzeuge des Geschehens am Wachfeuer der Römer gewesen zu sein. Von seinem Standort oberhalb des Wachpostens am selben Berghang konnte er die Ankunft der Drei zwischen den beiden Wachfeuern unterhalb von ihm genau beobachten.
Diastasimos rekonstruiert in einer vierten und letzten Rückwendung die peinliche Prüfung, die der römische Hauptmann im Verbund mit seinem allwissenden Berater, einer typischen Satans-Gestalt, an Jesus vornimmt. Johannes agiert als Wortführer der Gruppe und verwickelt den Hauptmann in ein theologisches Gespräch über Glaube, Sünde und Erlösung – in der Absicht, von der Existenz des Knechts im Hintergrund abzulenken. Der „Berater“ hat dessen wahre Identität jedoch längst erkannt und so wird aus dem Verhör ein perfides Spiel, dessen Ausgang von Beginn an festzustehen scheint. Als Johannes Jesus drei Mal verleugnet hat und dessen Tarnung aufzufliegen droht, wendet sich das Geschehen. Der Knecht wankt und sinkt unter seiner Last zusammen, der wertvolle Balken donnert zu Boden. Judas betritt nun die Szene; wutentbrannt reißt er die Bleikugelpeitsche aus dem Gürtel des römischen Hauptmanns und beginnt, wie rasend auf den Knecht einzuschlagen, zum Beweis, dass dieser nicht der von den Römern gesuchte „Herr“ ist. Als Judas auf den vollends Zusammengebrochenen weiterhin besinnungslos einprügelt, ereignet sich die nächste Wende. Überraschend gebietet der römische Hauptmann dem Judas einzuhalten. Mit Blick auf den am Boden sich windenden Jesus wird der Römer des Aussatzes auf dem blutig geprügelten Körper gewahr und weicht entsetzt zurück.
Auf dem Höhepunkt der Ereignisse verschränken sich die Erzählebenen: Vergangenheit und Gegenwart, Innen und Außen, handelnde und beobachtende Figur werden ununterscheidbar eins. Diastasimos sieht sich am Boden liegen wie einst im Tempel, als das Schwert des römischen Soldaten auf ihn kam. „Den ich dort liegen sah, dort unten, befleckt und geschlagen und hochsichwindend in Schmerz und in Todesangst: der war nicht nur wie ich an Aussatz, sondern der war ich, Diastasimos.“ Die Situation der Vernichtung ist wiedergekehrt, doch folgt jetzt auf den Untergang die ‚Auferstehung‘. „Angezogen wie ein Verlorener“ geht der Hauptmann auf Jesus zu, erhebt ihn vom Boden und umarmt ihn, während er in gleicher Weise von Jesus umarmt wird. Die Gegensätze werden eins: Diastasimos, der Augenzeuge oberhalb des Felsens, sieht sich via Jesus vom Feind umarmt. Nun erschließt sich der Sinn der Jesus-Worte: „Zeig dem, mit dem dus geteilt. Geh zu ihm, laß dich heilen.“ Als Resultat der mit-erfahrenen Vereinigung erkennt Diastasismos sich als geheilt: Im Aufschein des Wachfeuers leuchten seine Arme „glatt und rein“.
Tabeas und Andreas sind verstört; sie können das Gehörte nicht in ihren Horizont integrieren. Erneut fordert Diastasimos sie auf, ihn anzufassen, doch sie vermögen nicht zu glauben, dass er geheilt ist. Der Moment ist gekommen, die „Lehre“ zu verpassen.

### Kapitel IV
Diastasimos gibt Andreas und Tabeas die Essenz seiner Geschichte, die er gleichnishaft vieldeutig formuliert. Der „Mörder“ ist in uns selbst und muss im Eigenen angenommen werden. Dies impliziere, dass Jesus im Feind zu finden ist, gemäß dem Jesus-Wort „Was ihr für einen meiner geringsten Brüder getan habt, das habt ihr mir getan.“(Mt 25,40 ). Mit diesen Worten zieht Diastasimos sich ins Dunkel der Höhle zurück, aus dem er im Anfang getreten war. Tabeas folgt ihm nach und trifft ihn an einem Wassertrog sitzend an, wo er sich wie ein Schauspieler nach der Vorstellung den Ruß vom Gesicht wäscht. Im Licht der Fackel erstrahlt die Haut des Alten weiß und rein. Ungläubig berührt Tabeas seinen Rücken.
Am Schluss der Novelle schließen sich die Kreise. Die Szene am Wassertrog in der Höhle verknüpft das Ende der Geschichte mit ihrem Beginn, der Entdeckung der Krankheit am Brunnen im Jahr 28. Das Herbeiholen des Gewands, um das Diastasimos Andreas als letzten Akt bittet, verbindet die Gegenwart in der Höhle mit der verlorenen Vergangenheit des Familienlebens und bewirkt in Andreas die Wiedererkennung: Im Sprung in die Höhe, das hoch an der Felswand aufgehängte Kleid zu erreichen, erinnert er sich an das Ritual seiner Kindheit und erkennt instinktiv, dass Diastasimos sein totgeglaubter Vater ist. Der Leser der Novelle schließlich realisiert, dass der anonyme Ich-Erzähler, der am Anfang und am Ende der Erzählung das Wort ergreift, Tabeas ist: Er war Zeuge der Erzählung und hat die unerhörte Geschichte seines Vaters für die Nachwelt aufgeschrieben.

## Bauform und Struktur

### Novelle
Riverside ist eine Novelle klassischen Zuschnitts mit einer starken Tendenz zum klassischen Drama der Antike. Eine zeitlos-existentielle Problematik wird anhand eines Einzelfalls vor dem historischen Hintergrund der frühchristlichen Bewegung aufgerollt und einer Lösung zugeführt. Das herausgehobene Ereignis besteht im Verlust des Glaubens, modern gesprochen: im Verlust des Lebenssinns. Äußeres Anzeichen ist die tödliche Krankheit, die den Helden schicksalhaft ereilt. Initiator der Heilung ist Jesus, der – genau in der Mitte der Novelle und am Tiefpunkt der Krise – in Diastasimos‘ Höhle erscheint. Seine Botschaft ist die eigentliche Neuheit (ital.: „novella“), von der Riverside erzählt, das Nie-Gehörte bzw. „Unerhörte“, das Goethe der Novelle als konstitutives Merkmal zuschrieb.
Organisiert ist der Stoff nach dem Typus der Rahmenerzählung, einer charakteristischen Erzählform novellistischer Prosa, die eine mündliche Erzählsituation bewirkt. Diastasimos fungiert als Rahmen- und Binnenerzähler, der seine Geschichte in Form von vier Rückblenden entfaltet, die die Zeitspanne 28 bis 33 n. Chr. umfassen und stets wieder in den Rahmen zurückmünden. Bezieht man den zu Anfang und Ende der Novelle auftretenden anonymen Ich-Erzähler mit ein, der sich zuletzt als Tabeas enthüllt, wäre von einem zweiten Rahmen zu sprechen. Die doppelte Rahmung rückt das Mysterium der Heilung in eine objektive Distanz und verleiht ihr die Dimension des archetypisch Zeitlosen.
Ein weiteres Charakteristikum der Christusnovelle ist die poetische Verdichtung, die u. a. in der Durchwebung des Textes mit Dingsymbolen sichtbar wird, wie z. B. dem Gewand, das zu Beginn der Handlung aufgehängt und am Ende zugetragen wird, der zweifachen Waschung der Sichel, die den Ausbruch der Krankheit und deren Überwindung markiert. Eng mit der grundlegenden Erneuerungssymbolik verknüpft, die Riverside leitmotivisch durchzieht, ist die Ernte-Metaphorik. Sie erscheint zu Anfang im Bild der Leiter, die als Pflug fungiert. In diesen Zusammenhang gehört auch der Balken, den der Knecht in Präfiguration der Kreuzigung als Last auf dem Rücken trägt: Er ist aus demselben Stamm geschnitzt wie Leiter und Schwelle. Wie das Kreuz selbst repräsentieren diese Gegenstände traditionelle Symbole der Wandlung.

### Drama
Riverside ist ein Beispiel für die enge Verwandtschaft von Novelle und Drama. Gemäß der dramentheoretischen Vorschrift des Aristoteles ist der Text nach dem Prinzip der Drei Einheiten konzipiert: Er besitzt eine einheitliche, geschlossene Handlung, die sich im Zuge eines Nachtgesprächs am Lagerfeuer der Höhle entfaltet. Der Stoff ist szenisch-dialogisch arrangiert und der Handlungsbogen folgt musterhaft dem Spannungsaufbau des klassischen Dramas – mit typischen Elementen wie Exposition, Peripetie, Anagnorisis und Lysis.
Der Plot ist nach dem Prinzip des analytischen Dramas konzipiert. Das Ereignis, das den Konflikt begründet, liegt in der Vergangenheit und wird mit Beginn der Handlung vorausgesetzt. Die vergangenen Geschehnisse werden im Verlauf der Handlung schrittweise rekonstruiert und einer Lösung zugeführt. Für das charakteristische Zusammenfügen der „Wahrheit“ etabliert die Novelle, die zugleich ein typisches Enthüllungsdrama ist, gleich zu Anfang das Bild vom „Zusammensammeln“ des Zerstreuten, das sich im wiederholenden Erzählen zu einem sinnvollen Ganzen zusammensetzt. Wie in der griechischen Tragödie führt die sinnsuchende Aufdeckung der Vergangenheit zu einer Veränderung der Gegenwart: Diastasimos gibt sich am Ende seiner Erzählung seinen Söhnen als Vater zurück.

## Sprache und Stil
Die außergewöhnliche Sprache von Riverside gleicht in Rhythmus und Tonlage dem späteren Roman Sunrise – Das Buch Joseph. Gemeinsames Kennzeichen ist der antikisierende und biblische Duktus der Rede. Der antikisierende Effekt zeigt sich in der Inversion der Satzglieder („Und sind jung, treten ein, Andreas und Tabeas, naßquerend die Ackerfurchen der Leiter“, 11), sowie im Heranziehen der Reflexivpronomen und Hilfsverben ans Verb. Der „Sound“ des Biblischen vermittelt sich in der Neigung zur Parataxe („Und taucht, so getan, aus dem Dunkel dort auf, und nähert sich der Glut des Feuers. Und hockt davor hin und bläst hinein in die Flamme und wärmt sich die Hände“, 10) und in charakteristischen Wendungen, die die Evangelien imitieren („Und siehe“).
Die für heutige Ohren fremd klingende Sprache stimmt auf das Nicht-Alltägliche, Heilige ein, von dem die Novelle im Kern erzählt. Allerdings ist die archaische Sprache auffällig mit Kolloquialismen durchmischt, Wendungen und Redensarten wie „Du bist gut!“, „Raus damit!“, jemanden „schlagen, daß die Fetzen fliegen“, eine „Lehre verpassen“ usw. Es handelt sich um ein rhetorisches Mittel, das Historisierende der Sprache ins zeitgenössisch Gegenwärtige zu brechen und altes Weisheitswissen als gegenwärtig und aktuell zu begreifen.

## Quellen

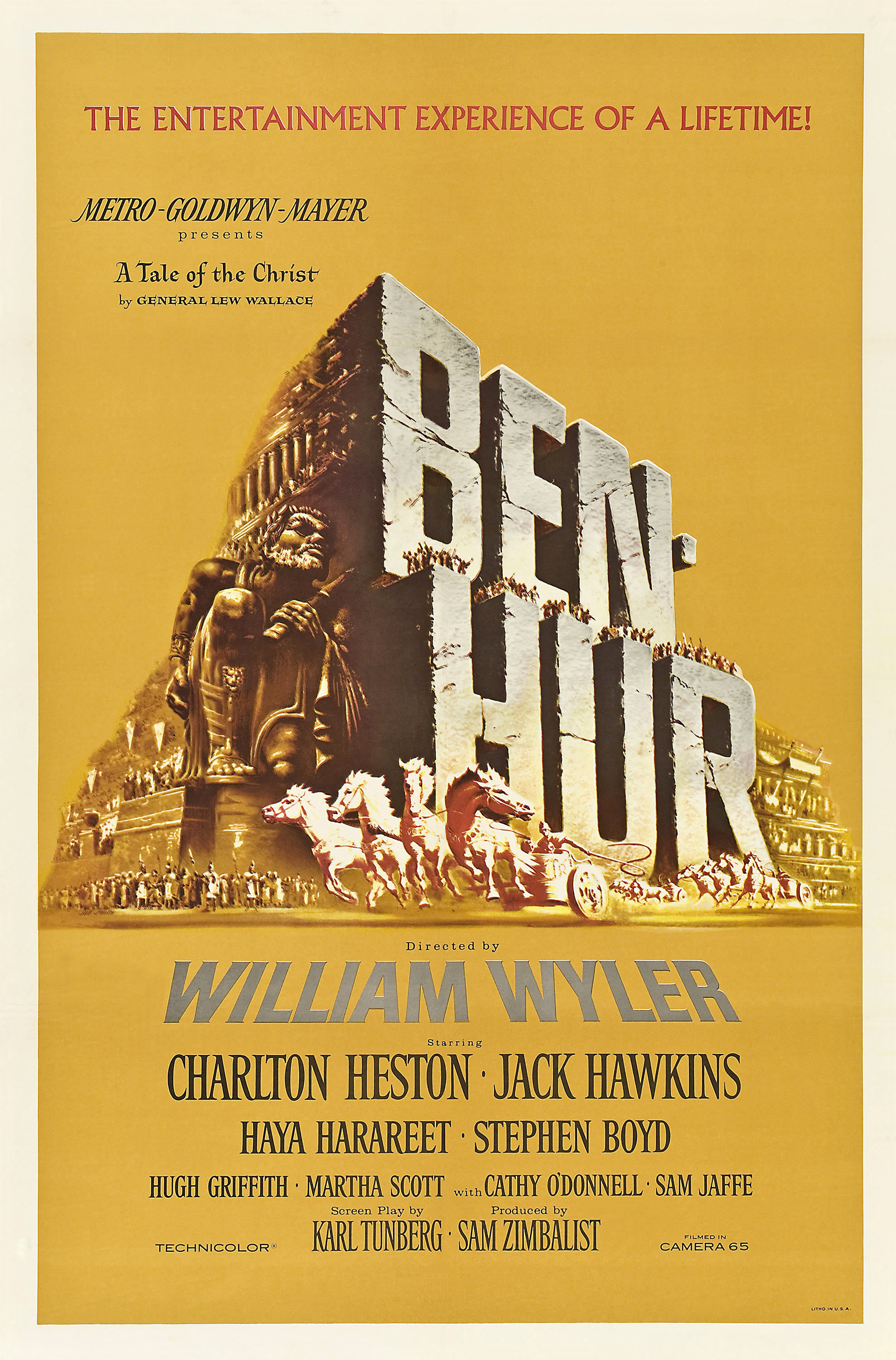
Ben-Hur Filmplakat

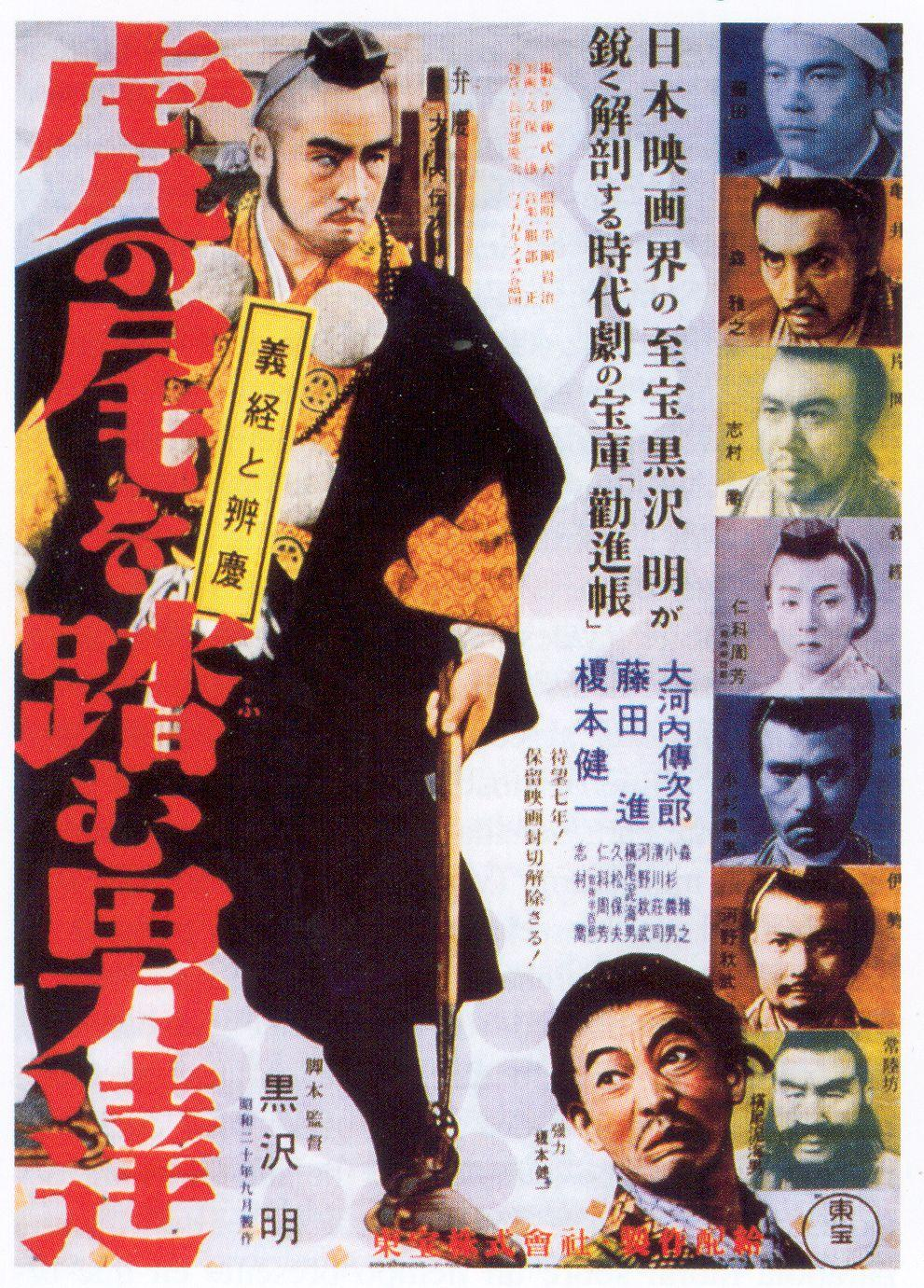
Der Film "Die Männer, die auf des Tigers Schwanz traten" war eine wichtige Vorlage für die Novelle.

## Aspekte der Deutung
Riverside gilt aufgrund der authentischen Dramatisierung urchristlicher Bilder und Inhalte als Querschläger in der literarischen Landschaft der 1990er Jahre. Es ist das Werk, das biblische Bilder und Stoffe in die zeitgenössische Literatur der Gegenwart einführte und neu für die Gegenwart aufschloss. „Patrick Roth’s journey back to biblical times and lands definitely aims not at historicizing, but shows, against the zeitgeist of the 1990s the renewed relevance of its topics for the present.“
Im gattungsgeschichtlichen Kontext der „Christus-Erzählung“ bedient sich die Novelle des Verfahrens der „Vergegenwärtigung“ und „Verfremdung“. Der räumliche und zeitliche Abstand zur Historie wird eingeebnet, indem eine möglichst starke Unmittelbarkeit hergestellt wird: „Das gegenüber traditionellem Erzählen Neue ist die Art der Vergegenwärtigung, ja Gegenwartstiftung. Die wunderbare Begegnung mit dem geknechteten Heiler wird nicht in der Form eines Berichts über eine zurückliegende Vergangenheit vorgestellt. Sie ereignet sich als Aufdeckung jetzt, als zum Vorscheinbringen eines Geschehens, einer Verwandlung in der Gegenwart des dramatischen Gesprächs.“ Das gegenteilige Verfahren der Verfremdung erscheint insbesondere im Bereich der Sprache, ihrem archaischen, gleichnishaften Gestus, der verlangsamt, verdichtet und das Wesentliche verrätselt: „Verhüllung – unter diesem Motto steht […] Roths Novelle, die christliches Traditionsgut durch Sprache und Form verhüllt, entstellt – aber im Dienste der Kenntlichmachung.“
In Patrick Roths charakteristischem Verfahren der Um- und Fortschreibung biblischer Stoffe zeigt sich eine große Ähnlichkeit zur jüdischen Erzähltradition des Midrasch – eine Methode der Auslegung, die aus biblischen Texten auf die Gegenwart bezogene Einsichten schöpft. Die moderne Variante dieser alten Erzählform findet sich häufig im Kontext der Holocaustliteratur – einem Genre, dem ansatzweise auch Riverside zugehört: „Patrick Roth’s Christ-novellas reveal at least several characteristic traits of the midrashic storytelling tradition, especially in their relation to Holocaust literature where biblical images encounter the reality of the camps. Roth’s writings can be regarded as almost analogous to the retold and rewritten versions of the scripture and apocryphal legends in Judaism in their basic structure, but also in their intention: In their function as cultural ecology they reinterpret the biblical versions for the contemporary context and comment thus (ironically) on the present to reveal cultural and universal truths in search for a deeper meaning.“
Riverside weist die für Roths Literatur im Allgemeinen charakteristische narrative Struktur des metadiegetischen Erzählens mit einem am Geschehen beteiligten Ich-Erzähler auf, der selbst Teil der Handlung wird. Diese Konstellation bezieht den Akt des Erzählens in die Darstellung ein – mit dem Effekt, dass das einst Erlebte im Moment des Erzähltwerdens gegenwärtig wird. Indem Diastasimos seinen Besuchern die Geschichte seiner Heilung detailreich und mit Gesten untermalt erzählt, führt er die Vergangenheit in die Gegenwart: „In diesem Erzählen erst versteht Diastasimos völlig sein damaliges Verstehen, indem er es, nachdem es lange in ihm gereift ist, nach außen treten lässt. […] genauso wird die Wirklichkeit der Heilung erst voll wirklich, indem sie in seinem Erzählen wirksam wird.“
Im Prinzip des „erzählten Erzählens“ vermittelt sich größtmögliche Unmittelbarkeit der Darstellung mit der Reflexion auf die darstellerischen Mittel; diese doppelte Bewegung bewirkt, dass das Einswerden mit dem Inhalt immer wieder narrativ gebrochen wird: Die Nähe schlägt um in Distanz: „Die Christusnovelle erzählt in einem subtilen Third-order-observation-Arrangement davon, wie Andreas und Tabeas verschriftlichen wollen (1.), was Diastasimos von Jesus erfuhr (2.), der seinerseits von sich sagte, er sei das Medium, nämlich der Weg, die Wahrheit und das Leben (3.), ohne den niemand zum göttlichen Vater gelangen könne. […] Patrick Roth bringt das Kunststück fertig, all das, was religiöse von frommer Literatur […] unterscheidet, nämlich Psychologie, Medienreflexion, second-order-observation, Dogmatik- und Kirchenferne in seiner dichten Prosa zu versammeln und doch ganz anders, nämlich beschwörender und präsenzpoetischer zu schreiben als es etwa Thomas Mann in seinen religiösen Werken praktiziert.“
Im Mittelpunkt der Christusnovelle steht das Individuum und seine lebensverändernde Erfahrung. Diastasimos, der die Spaltung nicht zufällig im Namen trägt (griech.: „der In-Sich-Entzweite“), repräsentiert das moderne Individuum, das aus der kollektiven Glaubens-Ordnung gefallen ist und sich auf den inneren Weg der Selbstwerdung begibt, um zuletzt als ‚ganze‘ Persönlichkeit die Gemeinschaft zurückzukehren. Am Protagonisten faltet sich das Strukturmuster der Individuation aus, das durch die Begegnung mit einem Göttlichen angestoßen wird. In der Erfahrung eines das Bewusstsein übersteigenden Größeren öffnet sich die Welt des Unbewussten als das ‚ganz Andere‘. „Die Geschichten der Christus-Trilogie sind so erzählt, dass hinter dem persönlichen Schicksal die zeitlos-universelle Dimension des Lebens aufscheint. Die Transzendierung erfolgt auf der narrativen Ebene mittels des Traumberichts und des Einwebens fiktiver Gleichnisse. Das selbstreferentielle Prinzip der ‚Geschichte in der Geschichte‘ […] findet sich als wiederkehrendes Verfahren, die mythisch-archetypische Grundschicht zu vergegenwärtigen, die das Leben des Individuums an die transzendente Dimension anschließt.“

## Rezeption
Die Literaturkritik konstatierte die „Einmaligkeit“, die hohe literarische Qualität und Originalität der Novelle. Der Spiegel erkannte in der vermeintlich angestaubten Christuslegende eine „anspruchsvolle Lektüre, ein Traktat über Glaubensfragen voll verzwickter Argumentationslogik“ in der Tradition eines „fabelfrohen“ apokryphen Evangeliums, geschrieben im virtuosen „Bibel-Sound“.
Die Zeit prägte das Etikett vom „Bibelkrimi“: „Die überraschende ‚Lösung des Falles‘ ist das Ergebnis stupender Suspense-Kunst. Sie ist aber, wie sich beim zweiten Lesen herausstellt, wohlvorbereitet mit einem feingesponnenen Netz von Hinweisen und Schlüsselreizen. Man sieht alles und sieht doch nichts, bis man als Leser, wie die Besucher des Diastasimos, aus allem vermeintlich sicheren Vorwissen fällt – hinter die Kulissen.“ Die Spannung resultiere nicht allein aus dem komplex gewobenen Plot, sondern auch aus der „kunstvoll rhythmisierten Prosa“ und der filmischen Erzählweise:

„Roth hält die Spannung auf den knapp hundert Seiten aber nicht allein durch die brillanten Wahrheitsfindungsfinten, zusammenmontiert nach erkenntnistheoretischen und dramaturgischen Rezepten von Platon und Sophokles über Kleist bis zu Poe. Er hält sie in jedem einzelnen Satz – durch lakonische Abbreviationen, widerhakende Inversionen, halsbrecherische Hypotaxen, merkwürdigste Wort-Verbindungen und -Neubildungen. Sein Schreiben […] ist geprägt von waghalsigen Schnitten und Gegenschnitten, vertrauend auf die Kombinationskraft des Wahrnehmenden. Im Umkehrschluß resultiert aus der Film-Erfahrung wohl auch der fast vollständige Verzicht auf Umgebungsbeschreibung: Warum über Seiten ausführen, was in einem Bild viel schlagkräftiger zu zeigen wäre?“

Schon die früheste Rezension dokumentiert die literarischen Innovationen: die an die Bibel angelehnte artifizielle Sprache, die Komplexität der Struktur, der eigenständige Zugriff auf die Texte der Bibel. Riverside sei ein „literarisches Kleinod“: „Eine feingesponnene Komposition aus historisch gesichertem Material, aus sowohl neutestamentlicher als auch nicht-kanonischer Überlieferung und exegierender Phantasie. […] Prophetische Wucht auf der einen, penibles Erörtern und zögerndes Wägen auf der anderen Seite – „Riverside“ ist ein Meisterstück der Dialogkunst, durchdacht bis ins kleinste Detail, brillant in Diktion und Dramaturgie.“
Der Rheinische Merkur sieht die Leistung der Novelle insbesondere in der Neuperspektivierung christlicher Bilder, die mit den Mitteln filmischen Erzählens fortgeschrieben werden:

„Es ist schlicht aufregend mitanzusehen, wie der Autor den wenig entfalteten Nebenhandlungen der Bibel komplexe neue Geschichten abgewinnt. […] Es ist auch kaum zu entscheiden, was in diesem literarischen Werk auf kanonische, was auf apokryphe Überlieferung zurückgeht, was freie Erfindung ist. Aber selbst dort, wo der Autor eng am Kanon bleibt, ‚entdeckt‘ er durch seine ganz eigene Logik und Kombinatorik ganz und gar unerschlossene Seitenpfade. Seine Prosa schlägt neue Funken aus dem Urgestein der christlichen Heilslehre.“

## Ausgaben
- Patrick Roth: Riverside. Christusnovelle. Suhrkamp, Frankfurt a. M. 1991, ISBN 978-3-518-40382-2. (Gebundene Ausgabe)
- Patrick Roth: Riverside. Christusnovelle. Suhrkamp, Frankfurt a. M. 1994, ISBN 978-3-518-40622-9. (Rotes Programm)
- Patrick Roth: Riverside. Christusnovelle. Suhrkamp, Frankfurt a. M. 1996, ISBN 978-3-518-39068-9. (Taschenbuch)
- Patrick Roth: Die Christus Trilogie. Riverside. Johnny Shines oder Die Wiedererweckung der Toten. Corpus Christi. Drei Romane und eine CD: Patrick Roth, Die L.A. Lesung. Suhrkamp, Frankfurt a. M. 1998, ISBN 978-3-518-06546-4. (Gebunden in Kassette)
- Patrick Roth: Resurrection. Die Christus Trilogie. 3 Romane in Kassette mit Hörkassette Die L.A.Lesung. Suhrkamp, Frankfurt a. M. 2003, ISBN 978-3-518-39957-6. (Taschenbuch-Ausgabe)
- Patrick Roth: Riverside. Christusnovelle. Mit einem Kommentar von Grete Lübbe-Grothues. Suhrkamp, Frankfurt a. M. 2005, ISBN 3-518-18862-3. (Suhrkamp BasisBibliothek 62)